# James Oliver Curwood
James Oliver Curwood, född 12 juni 1878 i Owosso i Michigan, död 13 augusti 1927 i Owosso i Michigan, var en amerikansk författare. Han blev relegerad från skolan och levde vagabondliv en tid. Han studerade vid Michigans universitet 1900-1907 och blev därefter redaktör för News Tribune i Detroit. Han skrev många populära äventyrsböcker i vildmarksmiljö och var en framstående djurskildrare. Flera av hans romaner återutgavs som ungdomsböcker. 
Som hans främsta verk brukar förutom Kazan (1914) räknas de självbiografiska God's country; the trail to happines (1921) och The glory of living (1928).
1928 utgavs tio utvalda romaner av Curwood i halvfranskt band av B Wahlströms bokförlag:
Vildmarkens dotter
Kazan
Kazans son
Gengångare
Jack Howlands äventyr
Grizzlybjörnen
Kapten Plum
Det förlorade landet och kvinnan
Hjärtan som frusit
Gulddalen

## Böcker översatta till svenska
- Jack Howlands äventyr (The danger trail) (översättning Emilie Kullman, B. Wahlström, 1911)
- Vildmarkens dotter (The honor of the big snows) (översättning Emilie Kullman, B. Wahlström, 1911)
- Vargjägarne (The wolf hunters) (översättning Ernst Grafström, B. Wahlström, 1912). Nya uppl. 1920, 1940 med titeln Vargjägarna
- Philip Steele: det parfymerade brevet: äventyrsroman (Steele of the Royal Mounted) (anonym översättning?, Västra Sverige, 1913)
- Skattsökarne (The gold hunters) (översättning Ernst Grafström, B. Wahlström, 1913). Ny uppl. 1921, 1940 med titeln Skattsökarna
- Kazan: berättelse från vildmarken (översättning Ernst Grafström, B. Wahlström, 1914) Ny uppl. 1927 med titeln Kazan: berättelsen om en hund; även som bara Kazan, 1957)
- Det förlovade landet - och kvinnan (God's country - and the woman) (översättning Ernst Grafström, B. Wahlström, 1915) (Även som bara Det förlovade landet 1966)
- Griselbjörnen, 1920 (The grizzly) (översättning Annie Åkerhielm, Dahlberg, 1920). Ny uppl. B. Wahlström 1929, med titeln Grizzlybjörnen
- Kazans son (Son of Kazan) (översättning A. Å-m [dvs. Annie Åkerhielm], Dahlberg, 1920)
- Viddernas vandrare (Nomads of the North) (översättning Annie Åkerhielm, Åhlén & Åkerlund, 1921)
- Gengångare (The river's end) (anonym översättning?, Bonnier, 1922)
- Nordlandets ros: vildmarksroman (The flower of the North) (översättning Erik Karlholm, Vårt hems förlag, 1922)
- Snabba blixten: vildmarksroman (Swift lightning) (översättning Annie Åkerhielm, Åhlén & Åkerlund, 1922)
- De tysta männens dal (The valley of the silent men) (översättning Annie Åkerhielm, Åhlén & Åkerlund, 1923)
- Den gyllene snaran (The golden snare) (översättning E. Joseph Evensen, Bonnier, 1923) 1946
- Den brinnande skogen (The flaming forest) (översättning Annie Åkerhielm, Åhlén & Åkerlund, 1924)
- Gulddalen (anonym översättning?, Bonnier, 1924)
- Kapten Plum (översättning Oscar Nachman, B. Wahlström, 1924). Ny översättning av E. Joseph Evensen, Vårt hems förlag, 1925, med titeln Den modige kapten Plum
- Hjärtan, som frusit (Isobel) (översättning E. Joseph Evensen, Bonnier, 1925)
- Mannen från Alaska (The Alaskan) (översättning E. Joseph Evensen, Åhlén & Åkerlund, 1925)
- Clifton Brant (The ancient highway) (översättning Elsa Kajsa Larsson, Åhlén & Åkerlund, 1926)
- Flickan bortom bergen (The courage of Marge O'Doone) (översättning E. Joseph Evensen, Åhlén & Åkerlund, 1928) 1950
- Under nordlandets lag (Philip Steele): vildmarksroman (anonym översättning?, B. Wahlström, 1936)
- Baree, hämnaren (anonym översättare, Svenska pressbyrån i distribution, 1945)

## Filmatiseringar, urval
- Call of the Yukon, 1938 (från "Snabba blixten")
- Kazaan, 1949
- Björnen (The Bear), 1989
- (The) River's End, 1920, 1930 (Gengångare)